# Testa di Eutropio
La cosiddetta  testa di Eutropio è un ritratto romano proveniente da Efeso, databile alla metà del V secolo e conservata al Kunsthistorisches Museum di Vienna, inv. 1880.
L'identificazione con l'omonimo console e praepositus sacri cubiculi di Arcadio morto nel 399 è tradizionale ma molto probabilmente scorretta, perché in questa opera si ravvisano chiaramente i caratteri della produzione efesina o di Afrodisia che durante il V secolo mise in discussione il classicismo dell'arte di corte dell'epoca teodosiana, ricercando forme dalla nuova e più intensa espressività. I dati di scavo e stilistici collocherebbero questa opera al secondo venticinquennio del V secolo (425-450 circa).
La testa riprende, portandolo alle estreme conseguenze, il tema del "filosofo" elaborato per la prima volta nell'Atene del V secolo a.C., definito da alcune caratteristiche tipiche quali lo sguardo fisso e intenso, la chioma mossa e fluente, la lunga barba. Un tema del genere doveva essere sicuramente collegato alla cultura pagana sotterranea, dove sembra di scorgere echi della filosofia di Plotino di elogio dello stato di malattia. La figura sembra smaterializzata per evidenziare i tratti più spirituali e anti-corporei: il volto è estremamente allungato, tagliato da linee rigide, con la capigliatura rigonfia e striata, i grandi occhi sgranati, le barba che fa corpo unico con il viso.